# 哈喇忽剌
哈喇忽剌（转写：Khara Khula，？—1634年），又叫多和沁，绰罗斯氏，卫拉特蒙古（瓦剌）准噶尔部的首领。四卫拉特联盟解体前的最后一位盟主。
蒙古达延汗的幼子格埒森扎统治喀尔喀。16世纪末，卫拉特人被喀尔喀所征服，格埒森扎的曾孙硕垒乌巴什统治卫拉特人，自称阿拉坦汗。1620年，哈喇忽剌反击阿拉坦汗王朝，惨败，哈喇忽剌仅以身免，但准噶尔部在卫拉特四部（和硕特、准噶尔、杜尔伯特、土尔扈特）中树立了威望。1623年，四卫拉特一起进攻阿拉坦汗王朝，硕垒乌巴什被杀，卫拉特开始再次统一。此后哈拉忽剌的准噶尔部取代拜巴噶斯的和硕特部统领四卫拉特，哈拉忽剌统治了阿巴坎河至叶尼塞河流域的叶尼塞吉尔吉斯人。1628年，土尔扈特部被迫西迁。1629年，和硕特首领固始汗与哈喇忽剌再次进攻阿拉坦汗王朝，阿拉坦汗二世鄂木布额尔德尼再次战败，卫拉特人完全控制天山草原。1634年，哈喇忽剌去世，传位于长子巴图尔珲台吉。

## 家族
子
1. 巴图尔珲台吉
2. 墨尔根岱青
3. 楚库尔
4. 达尔玛
5. 色楞
6. 沙巴图
7. 诺木齐